# Мезенцов, Сергей Николаевич
Серге́й Никола́евич Мезенцо́в (26 декабря 1847 (7 января 1848) — 21 мая 1911) — член III Государственной думы от Минской губернии, генерал-майор.

## Биография
Родился 26 декабря 1847 (7 января 1848) года.
Образование получил в Полоцком кадетском корпусе, Павловском военном училище и в Николаевской академии генерального штаба, которую окончил по 1-му разряду.
Служил начальником жандармского отделения в нескольких губерниях. Осенью 1907 года был избран членом Государственной думы III созыва от Минской губернии, был членом фракции правых.
Умер 21 мая 1911 года.
Был женат на дочери генерала Курселя, Елизавете Викторовне. Их дочери: Евгения (04.02.1896—?), Ксения (17.09.1897—?).